# Plaque du plancher

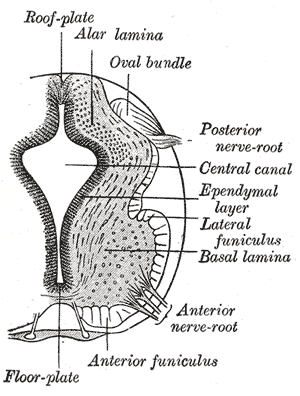

La plaque du plancher (ou floor plate en anglais) est le centre organisateur ventralisant du tube neural. Sa formation est induite par la notocorde, en fait Shh provenant de cette dernière induit sa propre expression par les cellules les plus ventrales du tube neural leur conférant ainsi une identité plaque du plancher. Ces cellules deviennent alors la source principale de Shh qui va permettre par la suite la régionalisation ventrale du tube neural.